# Grojband
Grojband é uma série de desenho animado canadense desenvolvida pela Fresh TV e distribuída pela FremantleMedia, Ltd. (FME) até 2018, quando a Boat Rocker Media adquiriu o catálogo de crianças e família. A série foi criada e co-dirigida por Todd Kauffman e Mark Thornton. Os produtores executivos são Tom McGillis, Jennifer Pertsch, criadores da série animada Drama Total. A série é avaliada C8 para a maioria dos episódios (com exceção de alguns que são classificadas G como No Strings Attached) no Canadá e na TV-PG, nos Estados Unidos. Ele é voltada para crianças com idades entre 6 a 11 anos.
A série foi ao ar em 10 de junho de 2013 no Cartoon Network  e 25 de junho de 2013 no Boomerang, nos Estados Unidos, e em 05 de setembro de 2013 em ambos os seus canais originais, Teletoon e Télétoon no Canadá. No Brasil, a serie teve sua estreia no Cartoon Network Brasil em 6 de janeiro de 2014, e em Portugal foi ao ar no dia 10 de fevereiro de 2014 na SIC K e em 6 de julho de 2015 no Cartoon Network Portugal.

## Enredo
Grojband segue Corey e seus três melhores amigos, Laney e irmãos gêmeos e Kin e Kon, trabalhando para impulsionar sua banda de garagem para o estrelato internacional. Quando eles não têm as letras, Corey e seus amigos utilizam o diário de sua irmã Trina, de modo que Corey e seus amigos possam executar uma música perfeita.

## Personagens

### Principais
- Corey Riffin (voz original por Lyon Smith; dublado por Bruno Marçal no Brasil) - Um garoto charmoso de 13 anos de idade, líder, vocalista, principal protagonista e guitarrista da Grojband. Ele vai fazer o que for preciso para tocar música, o que geralmente é irritar sua irmã, Trina, que vai escrever em seu diário . Ele, então, traduz em letras para suas canções.
- Laney Penn (voz original por Bryn McAuley; dublada por Flora Paulita no Brasil) - Laney  é a baixista e auto-proclamada empresária da Grojband. A ruiva é a única mulher na banda. Ela tende a ser mais racional do que o resto do seu grupo, mas é propensa a ceder ao Corey e seus esquemas, principalmente devido à sua paixão por Corey. A piada sobre o show é, apesar de claramente ser do sexo feminino, todos confundem-na com um menino.
- Kin Kujira (voz original por Sergio Di Zio; dublado por Thiago Zambrano no Brasil): Kin é o tecladista da banda, e irmão gêmeo de Kon. Ele tem um talento especial para a tecnologia , e geralmente constrói aparelhos estranhos que ajudam a banda.
- Kon Kujira (voz original por Tim Beresford; dublado por Bruno Dias no Brasil) - Kon é o baterista da banda, e irmão gêmeo de Kin. Kon está acima do peso e, às vezes denso, mas geralmente suas ações são bem-intencionadas com um comportamento infantil.

### Antagonistas
- Trina Riffin (voz original por Alyson Court; dublada por Fernanda Bullara no Brasil) - Trina é a irmã mais velha de Corey de 16 anos de idade, é a principal antagonista da série. Ela está sempre determinado a arruinar a vida de Corey e ser a melhor em casa. Ela tem uma grande paixão por Nick Mallory, apesar de ele quase não reconhecer sua existência. Sempre que ela entra em um acesso de raiva, ela impulsivamente escreve seu diário, que fornece á Corey a inspiração lírica para suas canções.
- Mina Beff (voz original por Denise Oliver; dublada por Kate Kelly no Brasil) - Mina é a melhor amiga e lacaio de Trina. Apesar de querer expressar a sua própria opinião, ela deseja ser tão legal quanto Trina, e faz tudo o que ela lhe diz para fazer.
- Nick Mallory (voz original por Graeme Cornies; dublado por Lucas Gama) - Nick é o garoto mais legal da escola, a quem todas as meninas adoram, especialmente Trina, mesmo que ele é alheio à sua existência. Ele é muito narcisista , e refere-se a si mesmo na terceira pessoa , mas não é inerentemente antagônicos, e às vezes vai ajudar a banda quando eles vêem o uso dele.
- Allie Day e Kate Persky (vozes originais por Addison Holley e Madelyn Maio) - Allie e Kate são tietes e grandes fãs de Grojband.
- Prefeito Mellow (voz original por Kedar Brown; inicialmente dublado por Tatá Guarnieri no Brasil, depois substituído por Cassius Romero) - O prefeito de Peaceville que fala em rimas. Ele sempre pensa na sua mãe (que já faleceu há muito tempo) e fala com retrado dela pensando que é a sua mãe dentro do retrato.

### Dubladores brasileiros
- Corey Riffin - Bruno Marçal
- Laney Penn - Flora Paulita
- Kin Kujira - Thiago Zambrano
- Kon Kujira - Bruno Dias
- Trina Riffin - Fernanda Bullara
- Mina Beff - Kate Kelly
- Nick Mallory - Lucas Gama
- Prefeito Mellow - Tatá Guarnieri (1ª voz)/Cassius Romero (2ª voz)
- Estúdio: SDI Media
- Mídia: Televisão